# Üzynaral Tübegi
Üzynaral Tübegi är en halvö i Kazakstan.   Den ligger i oblystet Almaty, i den östra delen av landet, 600 km sydost om huvudstaden Astana.